# Темперамент
Темпера́мент (лат. temperamentum) — вроджена стійка властивість людської психіки, одна з найважливіших структурних одиниць психодинамічної організації психічної діяльності, що визначає реакцію людини на інших людей та на події, що з нею відбуваються.
Темперамент є індивідуальною особливістю динаміки (інтенсивності, швидкості, емоційного забарвлення) психічних процесів та станів.
Темперамент становить основу розвитку характеру. З фізіологічної точки зору, темперамент — тип вищої нервової діяльності людини.
Темперамент характеризує динамічність особистості, але від нього не залежить її спрямованість, моральні якості, переконання, зацікавлення, розумові задатки й здібності.

## Історія
Поняття «темперамент» виникло ще у давньогрецькій медицині, причиною чого є спостереження і роздуми над тим, чому деякі видужують швидко, інші — повільно; чому одні хворі наділені великою силою опору, а інші легко піддаються захворюванням; чому одні й ті ж ліки проти тієї самої хвороби одній людині допомагають, іншій — ні (звідси бере свій початок гіппократівський принцип: «лікуйте хворого, а не хворобу»); чому одна і та сама хвороба неоднаково протікає у різних людей тощо.
Термін «темперамент» введено в ужиток Клавдієм Галеном. Рівне йому за значенням грецьке слово «красис» (грец. κράσις) — «злиття, змішування» ввів давньогрецький лікар Гіппократ.
Назви типів темпераментів з'явилися пізніше і пов'язані з рідинами, які переважають, наприклад, холерик (грец. chole — жовч), сангвінік (лат. sanquis — кров), меланхолік (грец. melanos — чорний і chole — жовч), флегматик (грец. phlegm — слиз). 
Гіппократ також розробив найдавнішу теорію темпераменту (460 — прибл. 377 до н. е.).
Психологічні характеристики темпераменту давніх лікарів практично не цікавили. Вони вивчали організм і навіть окремі органи. Наприклад, Гален говорив про темперамент окремих органів: серця, печінки, мозку.
Вагомий внесок у вчення про темперамент зробив німецький філософ Іммануїл Кант. Він був послідовником гуморальної теорії, але, на відміну від Гіппократа та Галена, пов'язував темперамент лише з «активністю психічної діяльності та почуттів».
У середні віки, з виникненням алхімії, з'явилися спроби пояснити темперамент переважанням у тілі алхімічних елементів: солі, сірки, ртуті, навіть ефіру й повітря.
Петро Францевич Лесгафт намагався побудувати теорію темпераментів з огляду на вчення про обмін речовин в організмі. Більша або менша активність процесів розпаду і відновлення речовин у тканинах тіла, особливо в центральній нервовій системі, зумовлює тип темпераменту.
Іван Павлов розробив природничо-наукову основу теорії темпераменту у вченні про типологічні властивості нервової системи тварин і людей.
Дослідження нейрофізіологічних основ темпераменту продовжили, зокрема, радянські психологи Борис Теплов та Володимир Небиліцин. Вони говорили про залежність темпераменту від типу нервової системи. Чим більше чи менше виражена якась властивість нервової системи, тим, відповідно, більше чи менше виражені пов'язані з нею властивості темпераменту.
Розвиток анатомії і фізіології в епоху Відродження сприяв появі нового напряму пояснення типів темпераменту, їх стали пов'язувати з особливостями будови тіла.
Сучасна наука бачить у вченні про темпераменти відголос ще античної класифікації чотирьох типів психічного реагування в поєднанні з інтуїтивно поміченими типами фізіологічних та біохімічних реакцій індивідуума. У наш час концепцію 4 темпераментів підкріплюють поняттями «гальмування» та «збудження» нервової системи. 

## Властивості темпераменту
Темперамент як динамічна характеристика психічної діяльності особистості має свої властивості, які позитивно або негативно впливають на поведінку. Розрізняють такі головні властивості темпераменту:
- Сенситивність (лат. sensus — відчуття) — міра чутливості до явищ дійсності, що мають стосунок до особистості. Рівень цієї властивості визначається співвідношенням потужності значущих для суб'єкта зовнішніх впливів та інтенсивністю його реакцій на ці впливи. Б. Г. Ананьєв вважав, що сенситивність пов'язана з орієнтувальною рефлекторною діяльністю і є складовою структури темпераменту. Сенситивність, на його думку, являє собою загальну, порівняно постійну особливість особистості, яка є характерною ознакою типу нервової системи людини і яка впливає на схильність людини до різних видів діяльності. Висока сенситивність притаманна меланхолікам, менш сенситивні — сангвініки.
- Реактивність (лат. re — проти і activus — діючий) — це особливість реагування особистості на різноманітні подразники, що впливає на темп, силу та форму відповіді, а найяскравіше — на емоційну вразливість, і відбивається на ставленні особистості до навколишньої дійсності та до самої себе. Реактивність як особливість темпераменту яскраво виявляється при психічних травмах. Високий рівень реактивності притаманний холерикам, низький — флегматикам.
- Пластичність (грец. plasticos — скульптурний) виявляється в здатності швидко пристосовуватися до обставин, що постійно змінюються. Певні сторони психічної діяльності перебудовуються або компенсуються завдяки пластичності вищої нервової діяльності. Пластичними є лише сангвініки.
- Ригідність (лат. rigidus — застиглий) — особливість, протилежна пластичності, це складність або нездатність перебудовуватися при виконанні завдань, якщо цього вимагають обставини. У пізнавальній діяльності ригідність виявляється в повільній зміні уявлень при зміні умов життя, діяльності; в емоційному житті — в загальмованості, млявості, нерухливості почуттів; у поведінці — в негнучкості, інертності мотивів поведінки та морально-етичних вчинків за всієї очевидності їх недоцільності. Ригідність притаманна для холериків, флегматикам та меланхоліків.
- Резистентність (від лат. resistentia — опір, протидія) — міра здатності чинити опір негативним або несприятливим обставинам. Досить яскраво ця особливість виявляється в умовах стресу, при значній напруженості в діяльності.
- Інтровертність (лат. intro — всередину та versio — повертати) та екстравертність (лат. extra — зовні та versio — повертати). Спрямованість реакцій та діяльності особистості назовні, на інших — це екстравертність, а на самого себе, на свої внутрішні стани, переживання, уявлення — інтровертність. Екстраверсія та інтроверсія як властивості темпераменту — це вияви динамічних, а не змістовних сторін особистості. Холерики і сангвініки — екстраверти, а флегматики й меланхоліки — інтроверти.

## Значення темпераменту
Від темпераменту людини залежать формально-динамічні аспекти поведінки, які не пов'язані із змістом діяльності. Ці аспекти поділяються на дві групи:
- Група емоційності, до неї належать:
  - Нейротицизм (уникнення нових чи невизначених ситуацій, висока потреба в соціальній підтримці);
  - Імпульсивність (дії, які не підкріплені минулими планами або раціональними рішеннями);
  - Самовпевненість (впевненість в своїх силах).
- Група активності, до неї належать:
  - Витривалість, енергійність, здатність витримувати довгу/інтенсивну діяльність;
  - Швидкість інтеграції актів поведінки, а саме пластичність (легкість переключення з одного виду діяльності на інший) і адаптивність до змін;
  - Поведінкова орієнтація на певний тип регуляторів поведінки. Наприклад, орієнтація на враження, орієнтація на інших людей.

Від темпераменту людини також залежать:
- Швидкість виникнення психічних процесів (наприклад, швидкість сприйняття, швидкість мислення, тривалість зосередження уваги тощо);
- Пластичність та стійкість психічних явищ, легкість їх зміни і переключення;
- Темп і ритм діяльності;
- Рівень тривожності;
- Інтенсивність психічних процесів (наприклад, сила емоцій, активність волі);
- Спрямованість психічної діяльності на певні об'єкти (екстраверсія або інтроверсія).

## Роль темпераменту в діяльності людини
Діяльність (трудова, навчальна, ігрова) висуває вимоги не лише до знань і рівня розумового та емоційно-вольового розвитку особистості, а й до типологічних особливостей нервової системи, а, отже, і до темпераменту людини. 
Від темпераментальних властивостей суб'єкта залежить його індивідуальний стиль діяльності, але не рівень інтелекту, переконання, таланти, установки, моральні якості.
Властивості типів темпераменту, які негативно позначається на якості діяльності:
- Сангвінік: схильність сангвініка до захоплення новим, до нудьги при одноманітній, хоча й важливій діяльності, постійний потяг до незвичного, погана зосереджуваність та концентрація на чомусь одному, легке відволікання уваги на зовнішні впливи знижує активність у діяльності. Їхня безтурботна веселість є сприятливою щодо безвідповідальності, неорганізованості, низької дисципліни.

- Холерик: неврівноваженість холерика шкодить там, де потрібно виявити стриманість, терплячість. Їх емоційна вибуховість, дратівливість, роздратованість деструктивно впливають на взаєморозуміння з колегами, керівниками, підлеглими, клієнтами, адже це провокує конфлікти.

- Флегматик: надто повільний темп рухів, монотонне мовлення, низька мобілізація флегматика не сприяє успішності діяльності, де потрібно виявити рухливість, швидкість впливу та реакції.

- Меланхолік: слабкість збудливості та гальмівні дії, що властиві меланхоліку, спричинюють боязкість, нерішучість, перешкоджають встановленню контактів з іншими. Вони швидко виснажуються, характеризується надмірною тривожністю та розгубленістю.

Властивості типів темпераменту, які негативно позначаються на ефективності діяльності, можуть значною мірою компенсуватись. Основним чинником є мотивація та похідні від неї самоорганізація та саморегуляція. В такому випадку виробляється ефективний індивідуальний стиль діяльності. Однак, є такі спеціальності, в яких невідповідні їм темпераментальні властивості компенсувати не можливо.

## Гуморальні теорії
Гуморальну теорію (від лат. humor — рідина, соки організму) підтримував Гіппократ та його послідовники, згідно з нею, ознаки темпераменту зумовлює переважання в організмі певної рідини.

### Теорія Гіппократа
Під темпераментом Гіппократ розумів і анатомо-фізіологічні, й індивідуально-психологічні особливості людини. Він пов'язував типи темпераменту з переважанням в організмі одного з «життєвих соків», а саме крові, чорної жовчі, світлої жовчі і слизу, які циркулюють у людському організмі. Важливий внесок для розвитку цієї теорії зробив послідовник Гіппократа Клавдій Гален (давньоримський лікар, бл. 130 — бл. 200 pp. н. е.).
Гіппократівська теорія стала основою для виникнення вчення про темперамент, згідно з яким існує чотири типи темпераменту. Залежно від переважання тієї або іншої рідини в організмі людина має відповідні темпераментальні характеристики:
- Переважання крові — робить людину активною, життєрадісною й позитивною (сангвінік);
- Переважання чорної жовчі — робить людину депресивною, пригніченою й песимістичною (меланхолік);
- Переважання світлої жовчі — робить людину дратівливою, збудливою й неврівноваженою (холерик);
- Переважання слизу — робить людину спокійною, апатичною, байдужою й повільною (флегматик).

### Теорія Арістотеля
Арістотель, пояснюючи цю теорію, стверджував, що різні темпераменти породжуються якостями крові людини. Так, від якості крові залежить загальна рухова активність людини. Арістотель виділяв такі якості крові, як швидкість згортання, ступінь густини та теплоти. Наприклад, легка кров властива сангвінікам, важка — меланхолікам, тепла — холерикам, рідка — флегматикам.

### Теорія Іммануїла Канта
Німецький філософ І. Кант, поділяючи погляди на темперамент представників гуморальної теорії, вперше дав своєрідну психологічну характеристику темпераментів. Він вважав, що флегматикам властиві недостатньо розвинені моральні почуття, а меланхолікам — справжня доброчинність; у холериків найбільш розвинене почуття честі, а в сангвініків — почуття прекрасного.

### Теорія Петра Лесгафта
Вчений, лікар і педагог П. Ф. Лесгафт пояснював темперамент особливостями кровообігу, які залежать від діаметра отвору, товщини й гнучкості стінок судин. Калібр судин і товщина їхніх стінок, на думку Лесгафта, зумовлюють швидкість і силу кровообігу. Невеликому діаметру судин, вважав Лесгафт, відповідає сангвінічний темперамент, а великому отвору та товстим його стінкам — меланхолійний; флегматичний темперамент зумовлюється великим отвором і тонкими стінками судин.

## Конституційні теорії
На межі XIX і XX ст. сформувалася концепція, згідно з якою існує зв'язок між будовою тіла людини і властивостями особистості. Поняття «конституція» охоплює всі спадкові або вроджені анатомічні, фізіологічні і психічні властивості індивіда.

### Організмічна типологія Клода Сіго
К. Сіго створив типологію, основою якої стало уявлення про те, що організм людини і його розлади залежать від середовища і вроджених схильностей.
Кожній системі організму відповідає певне зовнішнє середовище. Наприклад, повітря — джерело дихальних реакцій; їжа, що потрапляє в травну систему, — харчових; моторні реакції — фізичне середовище; мозкові реакції — соціальне середовище.
Враховуючи це, виділяють чотири основні типи статури: дихальна, травна, мускульна і церебральна.
Переважання однієї системи над іншими призводить до специфічної реакції індивіда на певні зміни навколишнього середовища, завдяки чому кожному з типів статури відповідають певні особливості темпераменту.

### Співвідношення статури, темпераменту і характеру в теорії Ернста Кречмера
Кречмер вважав, що темперамент ближчий до біологічних чинників, але виявляється в динамічних властивостях характеру. Зв'язок між типом статури і деякими психічними властивостями або психічними захворюваннями Кречмер пояснював тим, що і тип будови тіла, і темперамент обумовлені діяльністю ендокринних залоз, отже, залежать насамперед від певних особливостей гормональної системи.
Кречмер у 1921 р. опублікував працю «Будова тіла і характер». Стверджував, що тип статури визначає психічні особливості людей і схильність їх до відповідних психічних захворювань, адже звернув увагу, що біполярному афективному розладу і шизофренії відповідають певні типи статури.
- психастезія — надмірне підвищення або пониження чутливості стосовно психічних подразників;
- фон настрою — схильність до веселощів або печалі;
- психічний темп — прискорення або затримка психічних процесів загалом і окремо взятих;
- загальний руховий темп — рухливість або загальмованість, траєкторія рухів.

На основі цього він виокремив такі психосоматичні типи і відповідні їм темпераменти:
- Астенік (грец. asthenes — слабкий) — худий і високий. Мають тендітну будову тіла та видовжене обличчя. Він холодний, самодостатній, замкнутий, упертий, важко пристосовується до дійсності, нереалістичний і схильний до абстракції. При розладах психіки виявляється схильність до шизофренії.

- Пікнік (грец. pyknos — щільний) — важка людина. У неї значні жирові відкладення, кругла голова на короткій шиї. Він доброзичливий, товариський, не схильний до самоаналізу, емоції коливаються між смутком і веселощами, любить приймати спонтанні ситуативні рішення.

- Атлетик (грец. athletes — борець)— людина з добре розвиненою мускулатурою, високим або середнім зростом, широким плечовим поясом і вузькими стегнами, опуклими лицьовими кістками. Він спокійний, реалістичний, стриманий, мислить прямолінійно, важко пристосовується до зміни обстановки. При душевних розладах може несподівано вибухати, проявляючи схильність до епілепсії.

- Диспластик (грец. dys — префікс на позначення розладу і plastos — сформований) — неправильної тілобудови. Індивіди цього типу характеризуються різними деформаціями будови тіла (наприклад, надмірним зростом).

Виокремлені типи не залежать від того, є людина високою (низькою) чи худою (гладкою). Йдеться про пропорції, а не про абсолютні розміри тіла. Можуть бути гладкі лептосоматики, немічні атлетики і худі пікніки.
Е. Кречмер висунув припущення про залежність між статурою і психікою також і в здорових людей. Тому у людей з певним типом будови тіла виникають психічні властивості, які характерні для певних психічних захворювань, але в менш вираженій формі. Наприклад, здорова людина з будовою тіла атлетика має схильність до деяких психічних рис, які властиві хворим на епілепсію.
Залежно від схильності до різних емоційних реакцій Е. Кречмер розрізняв:
- Шизотиміки — люди з астенічною статурою. При розладі психіки виявляють схильність до шизофренії. Замкнуті, схильні до коливань емоцій від роздратування до сухості, уперті, малопіддатливі до зміни установок і поглядів. Тяжко пристосовуються до оточення, схильні до абстракції.
- Циклотиміки — протилежність шизотиміків. Мають пікнічну статуру. При порушенні психіки виявляють схильність до біполярного афективного розладу. Емоції їх коливаються між радістю і печаллю, легко контактують з оточенням, реалістичні в поглядах.

Крім цих великих загальних груп Е. Кречмер виокремив декілька клінічних типів, які складаються з тих самих елементів, що і головні темпераменти, в різних комбінаціях, а саме істериків, епілептиків, параноїків.

### Конституційна типологія особистостей Вільяма Шелдона
Ця теорія сформульована в 40-ві роки XX століття. Погляди Вільяма Шелдона на типологію близькі до концепції Кречмера.
Класифікація В. Шелдона ґрунтується на переважанні в людському організмі однієї з тканин ембріона: ендодерми, з якої утворюються органи травлення; мезодерми, з якої складаються кістки, м'язи і легені; ектодерми, з якої утворюються шкіра, волосся, нігті, нерви і мозок.
Якості темпераменту Шелдон назвав залежно від функцій певних органів тіла: вісцеротонія (лат. viscera — нутрощі), соматотонія (гр. soma — тіло) та церебрототонія (лат. cerebrum — мозок). Людей, відповідно, назвав вісцеротоніками, соматотоніками і церебротоніками.
Цю типологію вважають найбільш обґрунтованою і статистично підтвердженою серед конституційних.
В. Шелдон провів кореляційний аналіз між ознаками зовнішності і певними поведінковими характеристиками. На основі цього розрізняють такі типи особистості:
- Ендоморфний тип (вісцеротоніки). З великим животом, значними жировими відкладеннями на плечах і стегнах, слабкими кінцівками. Він товариський і поступливий, привітний, любить комфорт, легко виражає свої почуття, прагне спілкування;
- Мезоморфний тип (соматотоніки). Характерна могутня статура, квадратна голова, широкі долоні і ступні). Це люди неспокійні, нерідко агресивні, полюбляють пригоди. Досить потайливі у почуттях і думках;
- Ектоморфний тип (церебротоніки). Худорлявий і високий, має погано розвинені внутрішні органи, худим обличчям, вузькою грудною кліткою, тонкими довгими кінцівками). Це люди загальмовані й інтровертні, нетовариські, потайливі. У їхній поставі відчувається скутість, схильні до самотності.

Шелдон вважав, що в кожної людини є всі три групи фізичних і психічних властивостей. Відмінності між людьми визначаються ті, які властивості переважають.

## Факторні теорії
Факторні теорії ґрунтуються на значеннях певної кількості властивостей-факторів, що належать до структури темпераменту.

### Теорія Ганса Айзенка
Прагнучи вдосконалити теорії Кречмера і Юнга, англійський психолог Ганс-Юрген Айзенк запропонував розглядати типології цих учених як систему координат. Айзенк вважав, що існує два головні фактори темпераменту:
- Фактор «нейротизм» являє собою параметр, у відповідності з яким всіх індивідів можна розташувати в ряд, на одному полюсі якого знаходиться тип особистості з надзвичайною стійкістю, зрілістю та дуже доброю здатністю до адаптації, а на другому — надзвичайно нервозний нестійкий та погано адаптований тип.

- Фактор «екстраверсія-інтроверсія» біполярний. Для нього характерні високий ступінь позитивного насичення у випадку екстравертів і високий ступінь негативного насичення у випадку інтровертів.

Виходячи з опису поведінки екстравертів та інтровертів — з одного боку, та осіб з високим або низьким нейротизмом — з іншого боку, Айзенк побудував свою модель типів темпераменту. Типу темпераменту відповідає один з чотирьох квадрантів при перетині двох ортогональних шкал:
- екстраверсія-інтроверсія (характеризує ступінь відкритості індивіда до зовнішнього світу)

- емоційна стабільність-нейротизм (визначає емоційну стійкість)

Сполучення емоційної стійкості з екстраверсією Ганс Айзенк ототожнює з типом сангвініка, нейротизму з екстраверсією — з типом холерика, інтроверсії з нейротизмом — типом меланхоліка, інтроверсії та емоційну стабільність — з типом флегматика.

### Теорія Сіріла-Людовіка Берта
Дослідження англійського психолога Сіріла-Людовіка Берта є одними з перших спроб визначити структуру темпераменту за допомогою факторного аналізу. За основу він взяв перелік первинних емоцій, складений В. Мак-Дугаллом: гнів, страх, ніжність, цікавість, відчуття безпеки, дружелюбність, задоволення, неприємне відчуття, статевий потяг, огида, покірність.
Берт досліджував прояви цих емоцій у різних груп, переважно у нормальних і невротичних дітей віком 9-12 років, і на підставі факторного аналізу отриманих результатів виділив фактори темпераменту:
- загальна емоційність;
- стенічні (експресивні) емоції — астенічні (гальмівні) емоції;
- позитивні емоції — негативні емоції.

### Теорія Джоя-Пауля Гілфорда
Американський психолог Джой-Пауль Гілфорд запропонував 13-факторну теорію. Він склав чотири анкети для досліджень властивостей темпераменту. Четверта була синтезом трьох попередніх. Гілфорд вважав, що все різноманіття властивостей, які в сукупності формують темперамент, можна звести до 13 факторів, що утворюють відносно стійку характеристику індивіда:
- Загальна активність. Індивід енергійний, швидко рухається, працює, заповзятливий, іноді імпульсивний;
- Домінантність. Індивід добивається своїх прав, наполегливий, прагне стати лідером, не боїться суспільних контактів, схильний відкрито виражати свої думки;
- Мужність. В індивіда переважають типово чоловічі як професійні, так і повсякденні інтереси. Не дуже емоційний, уміє приховувати свої почуття, рідко піддається страху або відчуває огиду, не викликає симпатій в оточення;
- Упевненість у собі. Індивід переконаний, що його поважають інші люди, покладається на себе, урівноважений у спілкуванні, задоволений своїм становищем, не замикається в собі;
- Спокій. Індивід спокійний, бадьорий, не піддається роздратуванню й утомі, вміє швидко зосередитися на проблемі;
- Товариськість. Індивід схильний до дружнього спілкування, формальних і неформальних контактів, часто є лідером, не боязкий і не сором'язливий, не прагне до самотності;
- Рефлексія. Індивід задумливий, рефлексивний, схильний до філософування і мрійливості, самоаналізу й аналізу інших, допитливий;
- Депресія. Індивід емоційно і фізично пригнічений, перебуває в постійному страху і тривозі, настрої мінливі, проявляє упертість;
- Емоційність. Індивід з легкозбудливими емоціями, які, виникнувши, зберігаються надовго, хоча поверхневі й інфантильні;
- Стриманість. Індивід стриманий, добре володіє собою, радше серйозний, ніж безтурботний, наділений почуттям відповідальності;
- Безпристрасність. Індивід об'єктивно і реалістично підходить до проблем, чутливий до змін у ставленні оточення, здатний забувати про себе, не схильний до підозрілості, дуже вразливий;
- Доброзичливість. Індивід привітний, м'який у поводженні, не виявляє ворожості, не схильний принижувати інших, не проявляє агресії;
- Терпимість. Індивід не схильний критикувати, довірливий, звернений до інших більше, ніж до себе.

Подальші дослідження факторної структури темпераменту довели, що ці чинники не є незалежними один від одного, а утворюють деякі зв'язки.

### Теорія Луїса Леона Терстоуна
Американський психолог Луїс Терстоун розробив концепцію структури темпераменту, яка ґрунтувалася на 13-факторній теорії. Терстоун виокремив фактори другого порядку і назвав їх основними:
- Активні. Такі індивіди швидко працюють, навіть якщо нема потреби поспішати; швидко рухаються, нетерплячі, навіть якщо потрібно зберігати спокій; постійно в дії, схильні квапитись; як правило, багато говорять, ходять, пишуть (протилежний полюс — пасивні);
- Енергійні. Фізично бадьорі індивіди, займаються спортом, люблять фізичну роботу, особливо надворі. Надають перевагу фізичній активності, що супроводжується великими енергетичними витратами (протилежний полюс — інертні);
- Імпульсивні. Мають безтурботний і легковажний настрій, швидко приймають рішення, дуже легко переходять від одного завдання до іншого, діють під впливом миттєвих спонук (протилежний полюс — стримані);
- Домінантні. Схильні керувати іншими людьми, брати на себе відповідальність, ініціативні, хоча насправді не завжди домінують у певній групі, охоче виступають публічно та організовують громадські заходи (протилежний полюс — залежні);
- Стабільні. Індивіди, для яких характерний незворушний, рівний настрій, у критичні моменти зберігають спокій, здатні керувати, навіть у несприятливих умовах легко зосереджуються, без зусиль переривають нескінчену роботу або продовжують її, коли вимагає ситуація (протилежний полюс — нестабільні);
- Соціабельні. Люблять бути в компанії, легко знайомляться, поступливі, доброзичливі, схильні до співпраці, приємні у спілкуванні (протилежний полюс — замкнуті);
- Рефлексивні. Схильні до роздумів, надають перевагу теоретичній діяльності над практичною, багато часу приділяють самоспостереженням, зазвичай спокійні, добре працюють на самоті, люблять діяльність, що потребує точності, охочіше планують, ніж реалізовують намічене (протилежний полюс — поверхові).

### Теорія А. Басе та Р. Пломіна
Американські психологи А. Басе і Р. Пломін розробили концепцію темпераменту, яка описує, що в ньому повинні насамперед відображатися стильові особливості поведінки, його експресивні, а не змістові аспекти. Проте щоб вважати конкретну рису темпераментальною, на їх думку, необхідна наявність ще чотирьох умов: спадкова зумовленість; стабільність її прояву протягом усього життя; адаптивне значення, тобто сприяння біологічному пристосуванню; виявлення у тварин. На основі цього вони виокремлюють такі характеристики темпераменту:
- Емоційність. Виражається у легкості виникнення афективних реакцій і оцінюється за їх інтенсивністю;
- Активність. Характеризується загальним енергетичним рівнем (людина завжди зайнята, любить рухатися, часто поспішає, їй притаманне швидке мовлення й енергійні рухи);
- Соціабельність. Пов'язана з потребою постійно перебувати серед людей.

### Теорія А. Томаса та С. Чесса
Сучасні американські вчені А. Томас і С. Чесс темпераментом теж вважають стиль поведінки. Вони вважають, що темперамент не може характеризуватися ні змістом, ні мотивацією, ні успішністю діяльності. У дітей перших років життя вони виділили дев'ять незалежних одна від одної характеристик темпераменту:
- рівень активності (моторні характеристики, рухливість під час годування, купання, співвідношення активної і пасивної поведінки протягом дня);
- ритмічність (ступінь передбачуваності часу появи поведінкових реакцій, наприклад поява відчуття голоду, і тривалість певного стану в часі, наприклад тривалість сну);
- наближення або віддалення (особливості емоційних і рухових реакцій на нові стимули);
- адаптивність (реакція на нову або змінювану ситуацію);
- інтенсивність реакції (незалежно від її якості та спрямованості);
- поріг реактивності (рівень стимуляції, необхідний для появи реакції незалежно від її якості та сенсорної модальності);
- настрій (співвідношення радісного стану і стану невдоволення);
- відволікання (ефективність дії нових стимулів для зміни поведінки);
- наполегливість (здатність продовжувати діяльність, незважаючи на труднощі в її здійсненні).

## Психологічні теорії

### Теорія Отто Гросса
О. Гросс одним із перших почав вивчати відмінності способів реагування людей на певні подразники. При дослідженні психопатій він виокремив первинні функції (безпосередні реакції на стимуляцію) і вторинні (пов'язані з відновленням затрат на первинну функцію). Типологічні особливості людської поведінки були пов'язані із співвідношенням первинних і вторинних функцій, вважав О. Гросс: якщо первинна функція інтенсивна, тобто людина реагує глибокоемоційно, то і на відновлення буде потрібно більше сил, що вимагає наявності тривалої вторинної функції. Такі люди повільніше переробляють інформацію і довше її зберігають. Якщо ж людина реагує не сильно, то і відновити сили вона може швидше; у таких людей швидкість реагування і переключення уваги істотно вища.

### Теорія Я. Стреляу
Я. Стреляу запропонував вивчати роль темпераменту в пристосуванні людини до умов її життя і діяльності. За основу взяв положення І. Павлова про роль темпераменту в адаптації людини до навколишнього середовища та поняття Д. Хебба про оптимальний рівень збудження.
Фундаментальними характеристиками темпераменту, які перебувають в антагоністичних відносинах, Стреляу вважає:
- реактивність — величина реакцій людського організму у відповідь на дії, чутливість і витривалість або здатність до роботи;
- активність — інтенсивність і тривалість поведінкових актів, обсяг виконуваних дій.

Холерик. Стреляу характеризує так: «відрізняється малою чутливістю, високою реактивністю й активністю. Але реактивність явно переважає над активністю, тому він нестримний. Невитриманий, нетерплячий, характерна різка зміна настрою. Запальний, швидкий темп і різкість у рухах. Він менш пластичний і більш інертний, ніж сангвінік. Звідси велика стійкість прагнень та інтересів, більша наполегливість, можливі труднощі в переключенні уваги».
Сангвінік. За Я. Стреляу «Людина з підвищеною реактивністю, причому активність і реактичність у неї врівноважені. Він збуджено відповідає на все, що привертає його увагу, має живу міміку та виразні рухи. З незначного приводу він регоче, а несуттєвий факт може його розгнівати. Він активно береться за нову справу й може довго працювати, не втомлюючись. Він швидко зосереджується, дисциплінований. Йому притаманні швидкі рухи, гнучкість розуму, кмітливість. Швидкий темп мовлення, швидке включення в нову роботу. Висока пластичність виявляється в мінливості почуттів, настроїв, зацікавлень і прагнень, легко сходиться з новими людьми, швидко звикає до нових вимог і обставин. Екстраверт. Почуття легко виникають, легко змінюються».
Флегматик. Стреляу окреслює його так: «володіє високою активністю, значно переважаючою над малою реактивністю, малою чутливістю й емоційністю. Його важко розсмішити й засмутити. При великих неприємностях залишається спокійним. Зазвичай у нього бідна міміка, рухи невиразні й уповільнені, так само, як і мова. Він не кмітливий, важко переключає увагу й пристосовується до нових обставин, повільно перебудовує навички й звички. При цьому він енергійний і працездатний. Відрізняється терпеливістю, витримкою, самоконтролем. Як правило, він важко сходиться з новими людьми, слабко відгукується на зовнішні враження, інтроверт».
Меланхолік. Характеристика Стреляу: «Людина з високою чутливістю та малою реактивністю. Підвищена чутливість при великій інертності приводить до того, що незначний привід може викликати в нього сльози, він надмірно вразливий, хворобливо чутливий. Міміка й рухи його невиразні, голос тихий, рухи бідні. Зазвичай невпевнений у собі, боязкий, найменші труднощі змушують його опускати руки. Він не енергійний, не наполегливий, легко втомлюється й малопрацездатний. Йому притаманна легко розпорошувана й нестійка увага, вповільнений темп усіх психічних процесів. Більшість меланхоліків — інтроверти. Він сором'язливий, нерішучий, боязкий. Однак у спокійному, звичному для нього оточенні меланхолік може успішно справлятися з життєвими задачами».

### Теорія Герардуса Хейманса і Едварда Вірсми
Однією з перших теорій, які досліджували темперамент та зводилися до психологічного опису властивостей темпераменту, абстрагованого від будови і функцій організму була теорія нідерландських психологів Г. Хейманса та Е. Вірсми. Вони виділили такі основні біполярні характеристики темпераменту:
- емоційність-неемоційність. Цю властивість визначають вимірюванням частоти і сили емоційних реакцій на ситуації, що їх спричинюють;
- активність-пасивність. Підставою для оцінки цієї властивості є активність у праці, навчанні чи вдома, спосіб проведення дозвілля, ставлення до обов'язків;
- первинна функція-вторинна функція. Люди з розвиненою первинною функцією сильно і негайно реагують на стимули навколишнього середовища, причому ефект цих реакцій швидко згасає. Індивіди з вторинною функцією на подразник спочатку реагують слабо, потім реакція поступово посилюється і зберігається тривалий час. Дослідники іноді звертають увагу на аналогію між первинною функцією та екстраверсією, вторинною функцією й інтроверсією.

## Теорія Карла Юнга
Карл Густав Юнг є автором теорії інтроверсії-екстраверсії, він поділяв людей на типи, виходячи з психологічних відмінностей, які вважав вродженими. Він виокремив два загальні типи:
- Інтровертний тип. Для них характерним є те, що цінність суб'єкта завжди вища, ніж цінність об'єкта. Переживаючи емоцію, інтроверт звертає увагу не на події або людей, які її спричинили, а на власні переживання. Власна думка для нього важливіша, ніж навколишня реальність або думка інших людей;

- Екстравертний тип. Для них притаманна спрямованість на зовнішній об'єкт. Думки інших людей, загальноприйняті норми, об'єктивні обставини визначають їхні вчинки більш значною мірою, ніж власне суб'єктивне ставлення до навколишньої дійсності.

К.-Г. Юнг залежно від розвиненості мислення, емоцій, відчуттів та інтуїції розрізняв такі типи екстравертів та інтровертів:
- Екстравертний розумовий тип властивий суб'єктам, які приймають важливі рішення розсудливо, створюють схеми об'єктивної реальності й керуються ними у своїй поведінці, вимагаючи того самого від інших. Люди цього типу емоційно бідні, вони рідко співчувають іншим, не цінують дружби, їм чужі естетичні переживання.

- Екстравертний емоційний тип схильний «правильно» емоційно оцінювати все те, що його оточує. Такі люди люблять партнерів, які відповідають певним критеріям (наприклад, посідають певне соціальне становище), їхні почуття завжди здаються нещирими, а поведінка вдаваною.

- Екстравертний сенсорний тип властивий людям, які визначають цінність об'єктів за силою відчуття: що воно сильніше, то більша цінність об'єкта. Вони шукають насолоди і задоволення. Оточення сприймає їх як життєрадісних естетів, якщо їхні відчуття не надто домінують над рештою функцій, у протилежному разі вони стають неприємними у спілкуванні.

- Екстравертний інтуїтивний тип чутливий до нового і незвичайного, легко і бурхливо захоплюється новим об'єктом, може заразити своїм ентузіазмом і надихнути інших, але щойно об'єкт прихильності перестає бути цікавим, без жалю забуває про нього і переключається на новий. Етичні засади його ніколи не турбують. Людей такого типу вважають легковажними авантюристами.

- Інтровертний розумовий тип характеризується мисленням, яке не відтворює реальної дійсності, а доводить її неясний образ до зрозумілої і чітко сформульованої ідеї. Через це така людина схильна підлаштовувати факти під ідею або взагалі ігнорувати їх. Вона створює теорії задля теорій. На відміну від екстравертного розумового типу вона прагне не до розширення знань про світ, а до поглиблення їх.

- Інтровертний емоційний тип виглядає зовні спокійним, навіть індиферентним. Його емоції часто непомітні, хоча всередині може все кипіти. Емоційну стриманість сприймають як прояв холодності.

- Інтровертний сенсорний тип, на відміну від екстравертного сенсорного типу, орієнтується не на об'єкти, що викликають інтенсивні відчуття, а на інтенсивність відчуттів, спричинених об'єктами. Тому щойно відчуття виникає, об'єкт для такої людини втрачає цінність. Представники цього типу незрозумілі і непривабливі для оточення.

- Інтровертний інтуїтивний тип характеризує людей, продукти творчості яких, є незрозумілими для оточення.

## Теорія Івана Павлова
«Темперамент є біологічним фундаментом нашої особистості, тобто заснований на властивостях нервової системи, пов'язаний з тілобудовою людини, з обміном речовин в організмі».
І. П. Павлов вивчив фізіологічні основи темпераменту, він звертав увагу на залежність темпераменту від типу нервової системи.
Павлов встановив, що темпераментальні властивості залежать від певних властивостей нервової системи, а саме: сили процесів збудження і гальмування у нервових волокнах; врівноваженості нейрофізіологічних процесів — співвідношення потужності збудження та гальмування; рухливості нейрофізіологічних процесів — швидкості зміни збудження гальмуванням і гальмування збудженням. Павлов виділив чотири основні типи вищої нервової діяльності:
- рухливий (сильний, живий, врівноважений тип нервової системи, відповідає темпераменту сангвініка);
- інертний (сильний, спокійний, врівноважений тип нервової системи, відповідає темпераменту флегматика);
- неврівноважений (рухливий, нестримний, сильний тип нервової системи, відповідає темпераменту холерика);
- слабкий (неврівноважений, малоактивний тип нервової системи, зумовлює темперамент меланхоліка).

Сангвінік. Окреслюється Павловим як «гарячий, дуже продуктивний діяч, але лише тоді, коли він має цікаву справу, тобто постійне збудження. Коли ж такої справи немає, він стає нудним, млявим».
Холерик. Характеризується І. П. Павловим як: «бойовий тип, запальний, дратівливий. Захопившись якоюсь справою, надмірно налягає на свої засоби й сили та, врешті-решт, рветься, виснажується більше, ніж слід, він допрацьовується до того, що все йому вже несила».
Флегматик. За характеристикою І. П. Павлова — «спокійний, врівноважений, завжди рівний, наполегливий і впертий трудівник життя. Але йому потрібен час для розкачки, для зосередження уваги, для переключення його на інший об'єкт тощо».
Меланхолік. Зазначений І. П. Павловим як «явно гальмівний тип нервової системи. Очевидно, кожне явище життя є гальмівним агентом, якщо він ні у що не вірить, ні на що не сподівається, від усього очікує та у всьому бачить лише погане, небезпечне».
На основі кожного типу формуються різні системи умовних нервових зв'язків, але сам процес їхнього формування залежить від типу нервової системи. Тип нервової системи надає своєрідності поведінці людини, визначає рухливість психічних процесів, їхню стійкість. Проте він не є вирішальним чинником поведінки, вчинків, переконань, які формуються в процесі індивідуального життя людини та в процесі виховання.
Павлов разом із загальними типами, розрізняв спеціальні типи, характерні тільки для людини, оскільки вони відображають співвідношення між образною і мовно-мислительною сигнальними системами:
- Художній тип вирізняється яскраво вираженою схильністю до образно-емоційного мислення. Люди цього типу надзвичайно гостро, яскраво, повно і безпосередньо сприймають дійсність, у них розвинена уява, добре розвинена здатність відтворювати дійсність у художніх образах, картинність мови.

- Розумовий тип відзначається підвищеною схильністю до словесно-логічного мислення, здатністю до аналізу і систематизації, реагування не стільки на конкретні явища, скільки на їх узагальнення.

- Змішаний тип має ознаки як художнього, так і розумового типів.

Учення про спеціальні типи вищої нервової діяльності обґрунтування і подальшого розвитку в дослідженнях І. Павлова та його учнів не набуло.